# Pritchardia napaliensis
Pritchardia napaliensis là loài thực vật có hoa thuộc họ Arecaceae. Loài này được H.St.John miêu tả khoa học đầu tiên năm 1981.

## Hình ảnh

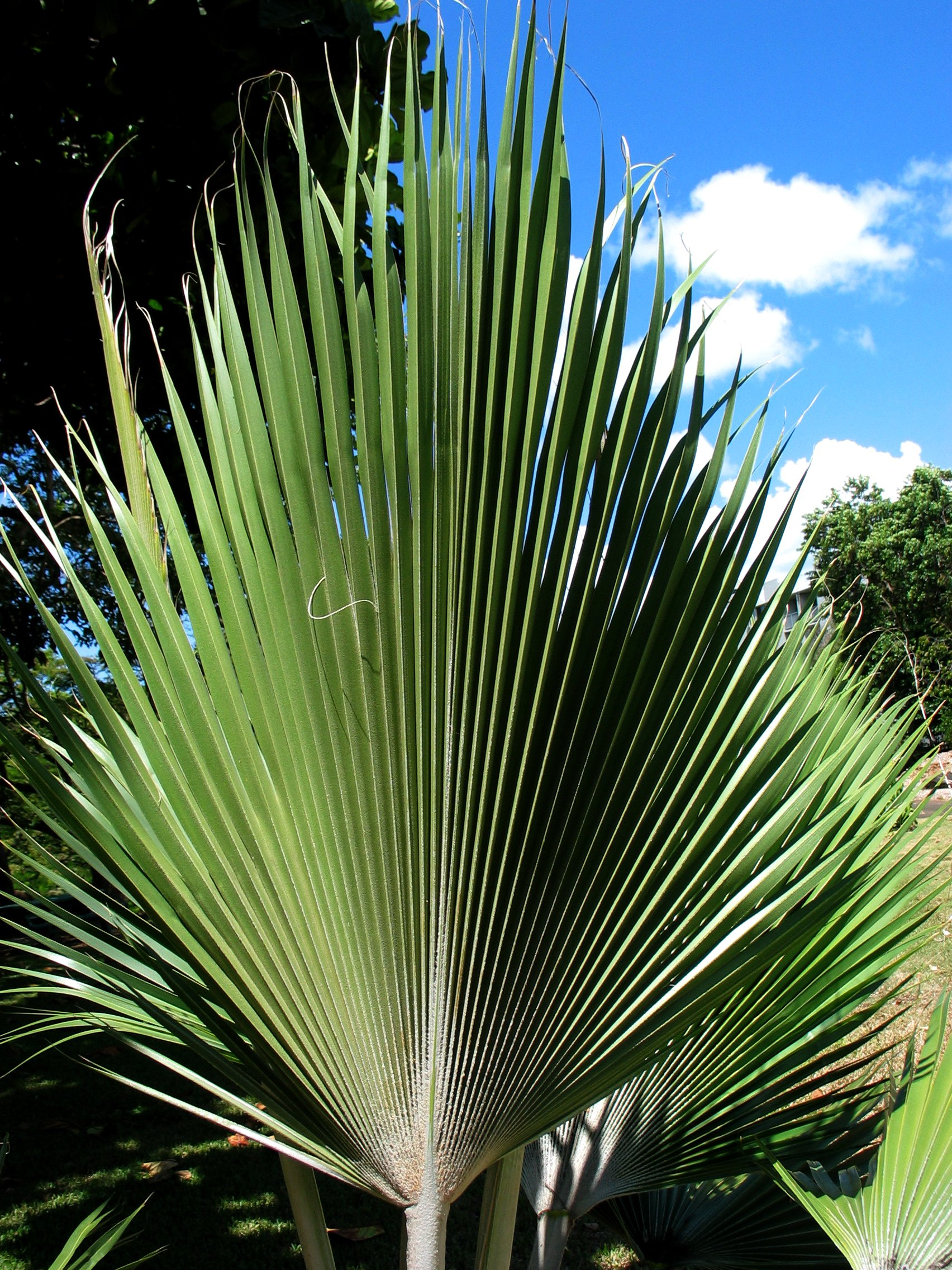
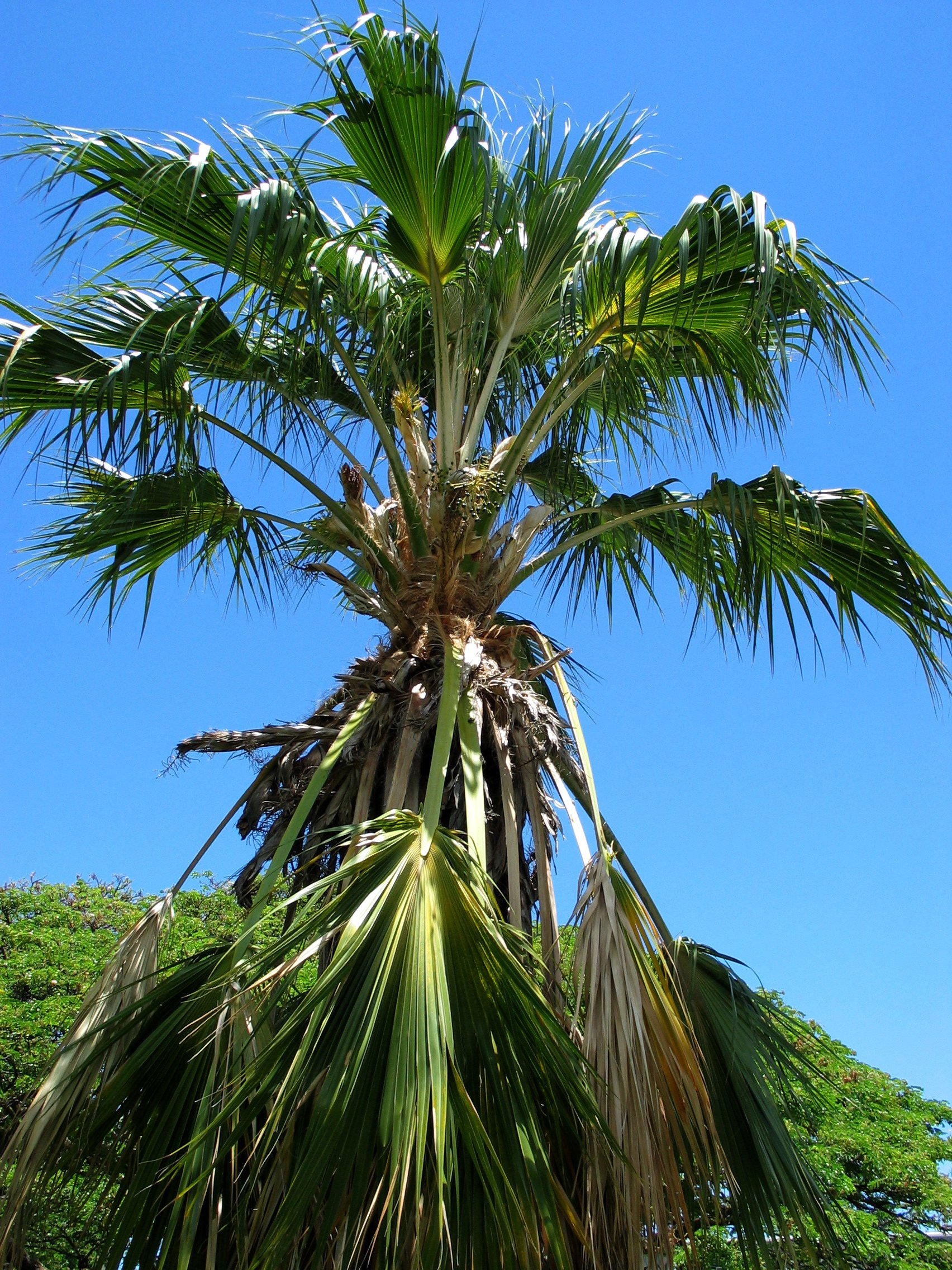
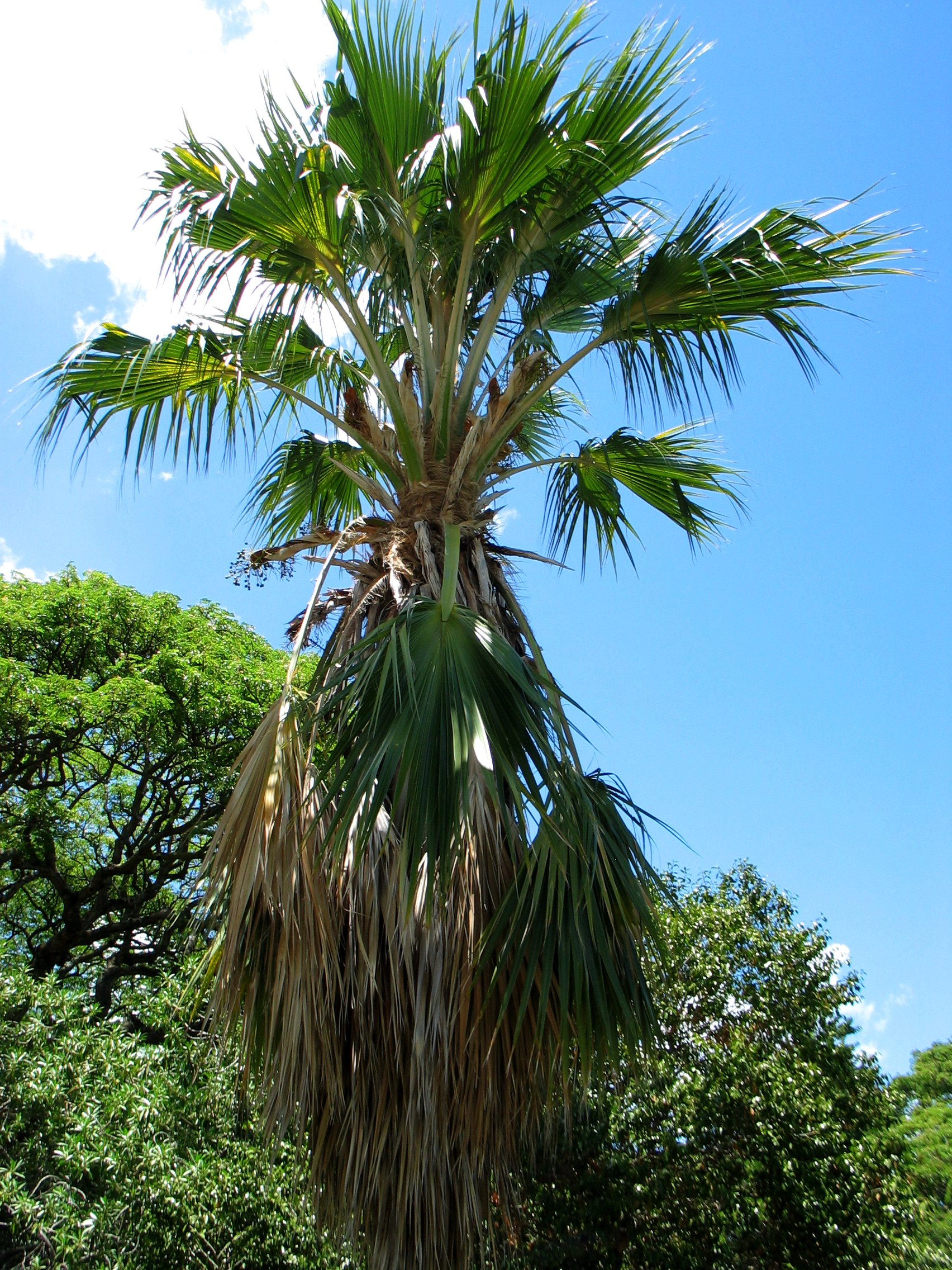
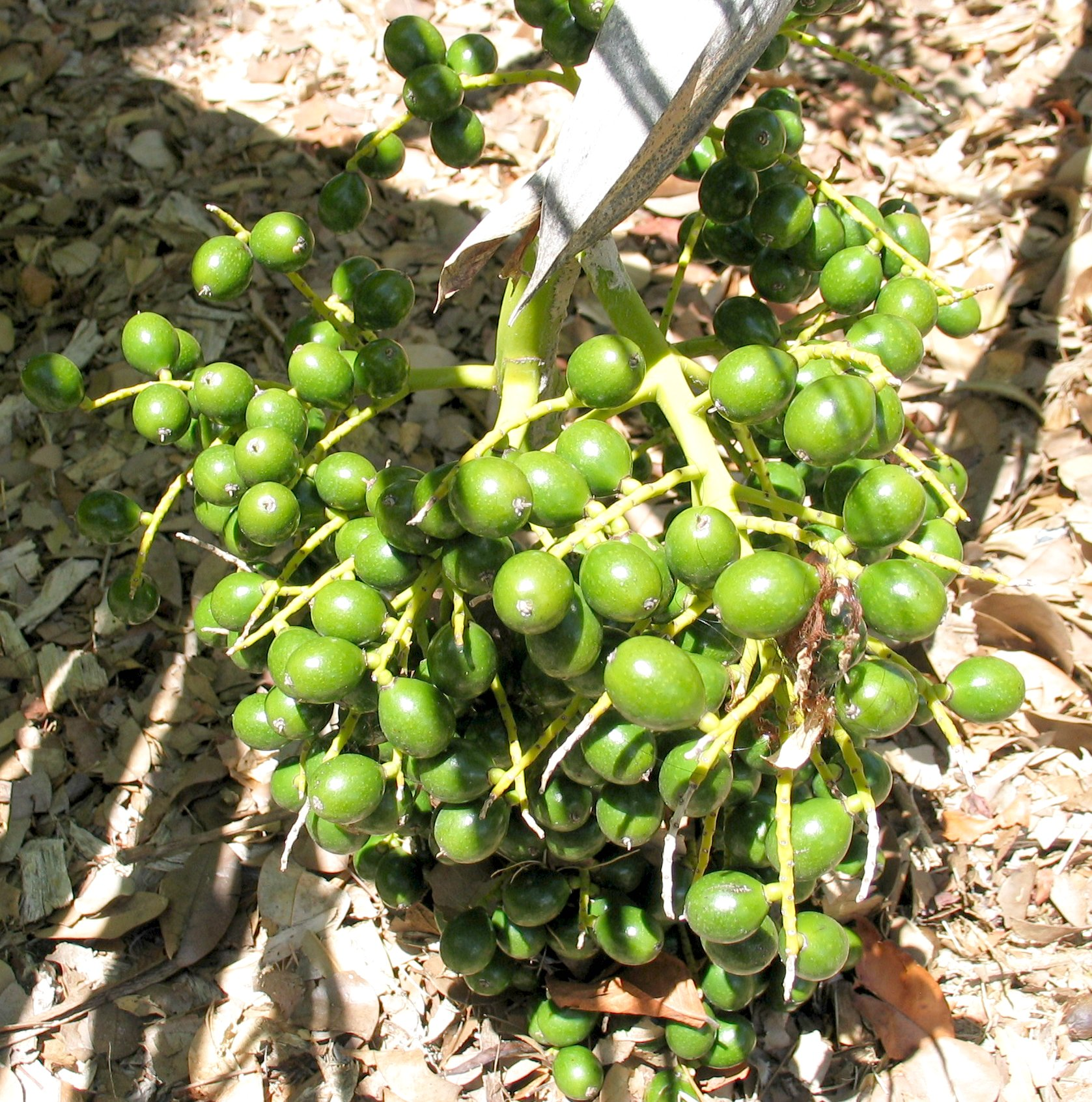